# Julio Kaplan
Julio Argentino Kaplan Pera (* 25. Juli 1950 in Buenos Aires, Argentinien) ist ein puerto-ricanischer Schachmeister.

## Leben
Julio Kaplan emigrierte im Jahr 1963 von Argentinien nach Puerto Rico. Er wurde 1967 in Jerusalem, vor Favoriten wie Jan Timman und Robert Hübner Juniorenweltmeister. Er erhielt daraufhin von der FIDE den Titel Internationaler Meister verliehen. Zwischen 1966 und 1972 vertrat er Puerto Rico bei vier Schacholympiaden. Kaplan wurde 1974 in Los Angeles gemeinsam mit Florin Gheorghiu, hinter Svetozar Gligorić, Zweiter. 1988 zog er sich vom Turnierschach zurück. Julio Kaplan beschäftigte sich mit der Programmierung von Schachprogrammen. Heute arbeitet er bei dem Software-Unternehmen Autodesk.